# Mananchaya Sawangkaew
Mananchaya Sawangkaew (in thailandese มนัญชญา สว่างแก้ว; Thailandia, 10 luglio 2002) è una tennista thailandese.

## Biografia
Mananchaya Sawangkaew ha vinto 3 titoli in singolare e 1 titolo in doppio nel circuito ITF in carriera. Il 6 gennaio 2025 ha raggiunto il best ranking in singolare raggiungendo la 127ª posizione mondiale, mentre il 31 luglio 2023 ha raggiunto la 546ª posizione in doppio.
Durante la sua carriera da junior, ha raggiunto il best ranking complessivo alla posizione numero 14, raggiunto il 28 gennaio 2019. Ha raggiunto i quarti di finale agli Australian Open 2019 - Singolare ragazze.
Fa parte della squadra thailandese di Fed Cup a partire dal 2019, dove ha un bilancio complessivo di 7 vittorie e 3 sconfitte.
Ha fatto il suo debutto nel circuito maggiore al Thailand Open 2020, grazie ad una wildcard per le qualificazioni, sconfitta nel primo turno dalla giapponese Chihiro Muramatsu. Nel 2024, accede al suo primo tabellone principale dopo aver superato le qualificazioni al Thailand Open 2 2024, dove è sconfitta all'esordio dalla slovacca Rebecca Šramková in tre parziali.
Nei tornei del Grand Slam, è stata eliminata nel primo turno delle qualificazioni al Torneo di Wimbledon 2024 dalla kazaka Zarina Dijas; invece, agli US Open 2024, è stata fermata nel turno decisivo dall'australiana Arina Rodionova.

## Circuito WTA 125

### Singolare

#### Sconfitte (1)
| N. | Data            | Torneo              | Superficie | Avversaria in finale | Punteggio |
| 1. | 9 febbraio 2025 | Mumbai Open, Mumbai | Cemento    | Jil Teichmann        | 3-6, 4-6  |

## Statistiche ITF

### Singolare

#### Vittorie (3)
| Torneo $100.000 (0) |
| Torneo $80.000 (0)  |
| Torneo $60.000 (0)  |
| Torneo $40.000 (1)  |
| Torneo $25.000 (1)  |
| Torneo $15.000 (1)  |

| N. | Data            | Torneo                                                | Superficie | Avversaria in finale | Punteggio             |
| 1. | 12 maggio 2018  | Thailand ITF Women's Pro Circuit, Hua Hin             | Cemento    | Bunyawi Thamchaiwat  | 1-6, 7-6(3), 2-1 rit. |
| 2. | 9 luglio 2023   | ITF Pro Circuit Presented by SAT, Nakhon Si Thammarat | Cemento    | Sahaja Yamalapalli   | 6-4, 6-0              |
| 3. | 14 gennaio 2024 | ITF Pro Circuit Presented by SAT, Nonthaburi          | Cemento    | Antonia Ružić        | 6-1, 2-6, 6-2         |

#### Sconfitte (8)
| Torneo $100.000 (1) |
| Torneo $80.000 (0)  |
| Torneo $60.000 (1)  |
| Torneo $40.000 (2)  |
| Torneo $25.000 (1)  |
| Torneo $15.000 (3)  |

| N. | Data             | Torneo                                                   | Superficie | Avversaria in finale | Punteggio     |
| 1. | 20 ottobre 2019  | Cal-Comp and XYZ Printing ITF World Tennis Tour, Hua Hin | Cemento    | Moyuka Uchijima      | 2-6, 4-6      |
| 2. | 19 giugno 2022   | ITF Chiang Rai Women's Tennis Tour, Chiang Rai           | Cemento    | Naho Sato            | 4-6, 2-6      |
| 3. | 27 novembre 2022 | Egypt Women's Future, Sharm el-Sheikh                    | Cemento    | Alëna Falej          | 1-6, 5-7      |
| 4. | 15 gennaio 2023  | ITF Women's Circuit presented by SAT, Nonthaburi         | Cemento    | Lanlana Tararudee    | 6-2, 1-6, 0-6 |
| 5. | 28 maggio 2023   | ITF NH NongHyup Women's Challenge, Goyang                | Cemento    | Hanna Chang          | 2-6, 4-6      |
| 6. | 27 agosto 2023   | Hong Kong Women's, Hong Kong                             | Cemento    | Yang Ya-yi           | 3-6, 6-4, 3-6 |
| 7. | 4 agosto 2024    | Lexington Challenger, Lexington                          | Cemento    | Wei Sijia            | 5-7, 4-6      |
| 8. | 4 maggio 2025    | Kangaroo Cup, Gifu                                       | Cemento    | Zhang Shuai          | 3-6, 4-6      |

### Doppio

#### Vittorie (1)
| Torneo $100.000 (0) |
| Torneo $80.000 (0)  |
| Torneo $60.000 (0)  |
| Torneo $40.000 (0)  |
| Torneo $25.000 (0)  |
| Torneo $15.000 (1)  |

| N. | Data          | Torneo                             | Superficie | Compagna        | Avversaria in finale              | Punteggio |
| 1. | 6 aprile 2019 | Soho Square Egypt, Sharm el-Sheikh | Cemento    | Thasaporn Naklo | Katarina Kuzmová Jibek Kulambaeva | 6-3, 7-5  |

#### Sconfitte (4)
| Torneo $100.000 (1) |
| Torneo $80.000 (0)  |
| Torneo $60.000 (0)  |
| Torneo $40.000 (0)  |
| Torneo $25.000 (1)  |
| Torneo $15.000 (2)  |

| N. | Data             | Torneo                                                    | Superficie | Compagna          | Avversaria in finale         | Punteggio           |
| 1. | 8 dicembre 2018  | Cal-Comp and XYZ Printing ITF Pro Circuit Series, Hua Hin | Cemento    | Joanna Garland    | Nadia Ravita Aldila Sutjiadi | 2-6, 4-6            |
| 2. | 1º febbraio 2020 | ITF Pro Circuit Nonthaburi, Nonthaburi                    | Cemento    | Supapitch Kuearum | Ankita Raina Bibiane Schoofs | 4-6, 2-6            |
| 3. | 5 novembre 2022  | Sharm ElSheikh Egypt Women's Future, Sharm el-Sheikh      | Cemento    | Dong Na           | Cho Yi-tsen Cho I-hsuan      | 2-6, 6(4)-7         |
| 4. | 27 aprile 2025   | Ando Securities Open, Tokyo                               | Cemento    | Lanlana Tararudee | Guo Hanyu Ena Shibahara      | 7-5, 6(1)-7, [5-10] |